# Мост (рок-группа)
«Мост» (также «Мост-Де́льта») — советская рок-группа, игравшая музыку в стиле хард-рок.

## История
Группа возникла в 1986 году в Люберцах. Идейным вдохновителем проекта был студент режиссёрского факультета Московского государственного Института Культуры, а вскоре заметный политический и государственный деятель Михаил Мень (бас-гитара, вокал). Вместе с Менем в состав коллектива вошли Игорь Рябцев (клавишные), Алексей Туманов (гитара), Михаил Затравкин (гитара, вокал) и Владимир Старожилов (ударные).
Этим составом был записан дебютный магнитоальбом «Мертвый полигон».
В период становления в 1986-87 гг. группа «Мост» ведёт активную гастрольную деятельность, смело экспериментирует со звуком и
стилем (на некоторое время в состав группы вливается великолепный джаз-роковый трубач и композитор Олег Степурко), принимает участие в многочисленных акциях и рок-фестивалях. В то же время вырабатывается знаменитое сценическое шоу группы «Мост», которое привлекало внимание зрителей на рок-концертах.
В 1987 году гитариста Алексея Туманова приглашают в популярнейшую в то время группу «Чёрный кофе». Его в результате заменяют сразу два гитариста — Вячеслав Любимов и Дмитрий Лашков.
В декабре 1987 года «Мост» даёт последний концерт, после чего из группы уходят её основатель Михаил Мень и барабанщик Владимир Старожилов. Функции директора берёт на себя клавишник Игорь Рябцев. Он предлагает Михаилу Затравкину стать художественным руководителем и основным вокалистом группы. Вместе они собирают новый состав из молодых музыкантов — Сергея Овчаренко (гитара), Юрия Журавлёва (бас-гитара, вокал) и Дмитрия Морозова (ударные). В таком составе группа снимает клип на песню «Алхимик». Летом 1988 года в группе радикально меняется состав — появляются гитаристы Владимир Ушаков и Михаил Кассиров, басист Иван Шведко и ударник Андрей Волченков. Михаил Затравкин окончательно становится неиграющим вокалистом. В таком составе группа выступает в гастрольных турах Игоря Талькова, групп «Коррозия Металла» и «Чёрный кофе». Михаил Мень, занятый другими проектами, тем не менее, осуществляет спонсорскую поддержку рок-группы «Мост», обретшей обновлённое название — «Мост-Дельта», становится соавтором новых песен группы.
В июле 1989 года после гастрольного тура по Уралу и Поволжью группу покинул вокалист Михаил Затравкин. На его место был приглашён Виталий Будкевич, проработавший в группе меньше месяца. Вскоре вокалистом становится Вячеслав Иванов, продержавшийся в группе до начала 1990 года. Вместе с Ивановым в начале 1990 года группу покинули гитарист Владимир Ушаков и ударник Андрей Волченков. Новыми участниками коллектива стали обладатель «Серебряного камертона» 1987 года Борис Буров (вокал) и Анатолий Шендеров (ударные). Весной 1990 года Бурова сменяет Вартан Торосян, после чего состав временно стабилизируется. Этим составом группа «Мост» просуществует вплоть до июля 1991 года, успев записать альбом «Страх смерти» (1991) и саундтрек к клипу на песню «Навстречу вере», видеоряд которого в основном заполнили участники первого состава группы «Мост». С июля 1991 года, оставшись в одиночестве, Игорь Рябцев почти год провёл в поисках новых музыкантов с целью воссоздания группы. Но, лишившись спонсорской поддержки Михаила Меня, все его усилия оказались напрасны. В 1992 году рок-группа «Мост» («Мост-Дельта») прекратила свою деятельность.
В ноябре 2010 года коллектив собрался вместе и дал концерт в рамках подготовки к юбилею группы.

## Состав группы
- Михаил Мень — бас-гитара, вокал (1986-87)
- Игорь Рябцев — клавишные (1986-92)
- Михаил Затравкин — вокал, гитара (1986-89)
- Алексей Туманов — гитара (1986-87)
- Вячеслав Любимов † — гитара (1987)
- Дмитрий Лашков — гитара, бас-гитара (1987)
- Сергей Овчаренко — гитара (1988)
- Владимир Ушаков — гитара (1988-90)
- Михаил Кассиров — гитара (1988-91)
- Юрий Журавлёв — бас-гитара, вокал (1988)
- Иван Шведко — бас-гитара (1988-91)
- Владимир Старожилов — ударные (1986-87)
- Дмитрий Морозов — ударные (1988)
- Андрей Волченков — ударные (1988-90)
- Анатолий Шендеров — ударные (1990-91)
- Виталий Будкевич — вокал (1989)
- Вячеслав Иванов — вокал (1989-90)
- Борис Буров — вокал (1990)
- Вартан Торосян — вокал (1990-91)
- Олег Степурко — труба, клавишные (1986)

## Дискография
- 1986 — Мёртвый полигон (магнитоальбом)
- 1987 — The Best of Live (концертный альбом)
- 1988 — Live in Nalchik
- 1991 — Страх смерти
- 2007 — Легенды русского рока (сборник)
- 2010 — Made in Dubrava Hall (концертный альбом)
- 2011 — Мост 25 лет (сборник)